# Braulio von Saragossa

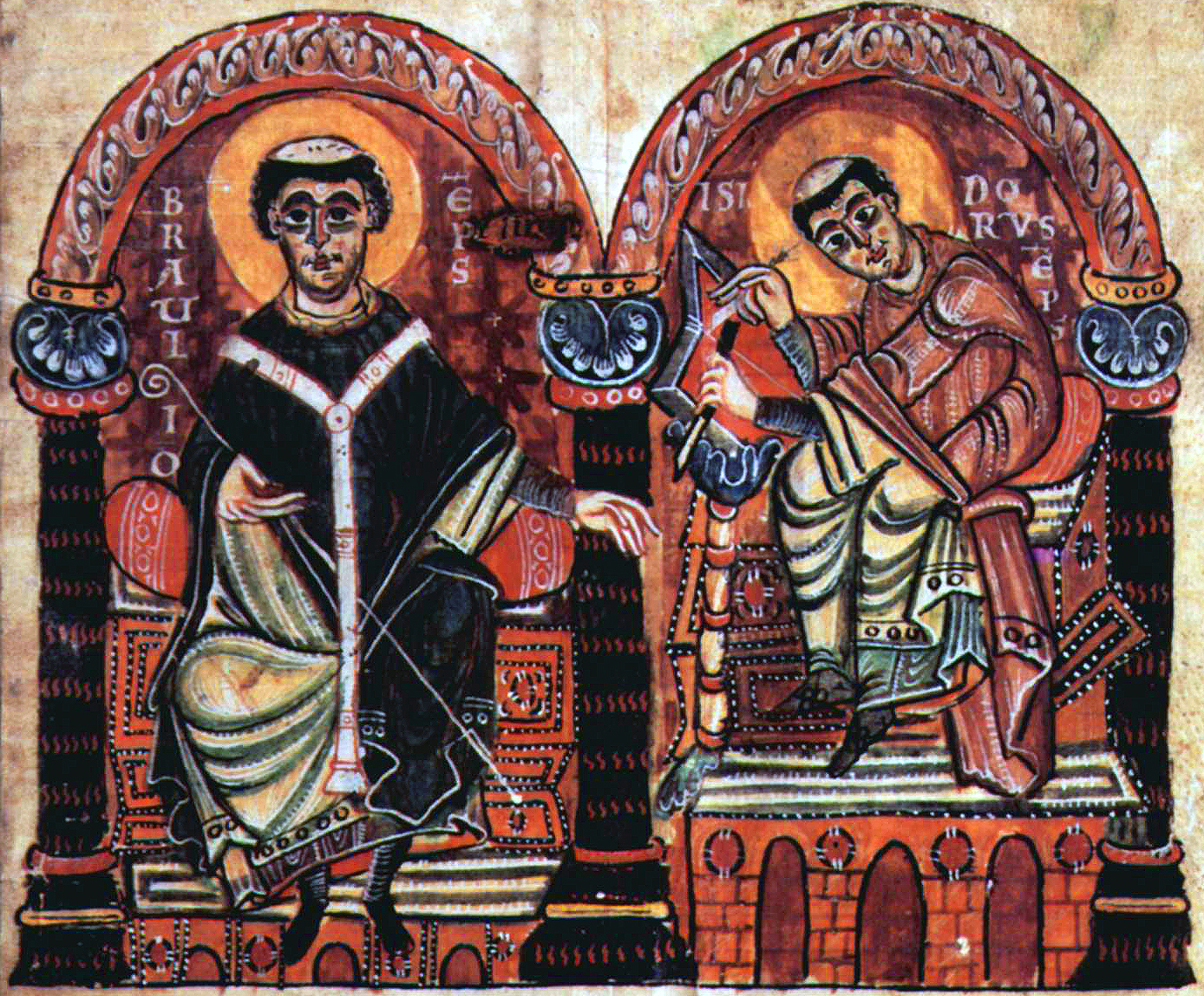
Braulio (links) und Isidor von Sevilla, aus dem Isidori Libri Originum, 2. Hälfte 10. Jahrhundert

Braulio von Saragossa (* nach 585; † 651 in Saragossa)  war ein westgotischer Theologe, Dichter und Heiliger. Er war ab 631 Bischof von Saragossa.
Braulio folgte seinem Bruder Johann auf den Bischofsstuhl und war vorher sein Archidiakon. Er hatte politischen Einfluss zum Beispiel auf König Chindaswinth, den er in einem Brief aufforderte, seinen Sohn Rekkeswinth zum Mitregenten zu machen. Er war auf den Synoden in Toledo 633, 636 und 638 und wurde von seinen Bischofskollegen auf letzterer Synode beauftragt, eine Antwort an Papst Honorius I. zu schreiben, der die spanischen Bischöfe der Vernachlässigung ihrer Ämter beschuldigte. 
Er war mit Isidor von Sevilla befreundet und dessen Schüler und drängte ihn zur Veröffentlichung seiner Etymologiae. Er verfasste auch eine Biographie und ein Werkverzeichnis von Isidor für dessen Etymologiae (Enzyklopädie).
Von ihm stammt die Vita des Heiligen Aemilianus von Cogolla und ein Buch über Märtyrer in Saragossa. Briefe von ihm wurden im 18. Jahrhundert in León entdeckt.

## Werke
- Writings of Braulio of Saragossa, Fructuosus of Braga (Herausgeber Claude W. Barlow), Catholic University of America Press 1969